# Седам књига о Дајани (роман)
Седам књига о Дијани (Валенсија: Педро Патрисио Меј, 1559) Хорхеа де Монтемајора, представља шпански пасторални роман 16. века, први на кастиљанском језику, али и узор многим другим романима који су се касније писали. Успех овог романа је био огроман и убрзо бива преведен на француски, енглески и немачки језик. Штавише, Вилијам Шекспир је инспирацију пронашао у причи о Фелисмени која чини део овог романа, те се послужио њеном потком за однос Протеј-Јулија-Силвија у свом делу Два хидалда из Вероне.

## Извори и карактеристике романа
Хорхе де Монтемајор је био португалски певач и писац на шпанском језику који је се налазио на високим племићким положајима на шпанском двору. Веома надарен за поезију, саставио је и иштампао Кансионеро (1554). Његов пасторални роман, који је по први пут издат у Валенсији и Милану 1559, Монтемајор је инспирацију нашао у делу Аркадија (1504) Јакопа Санасара, који као и Монтемајоров роман, представља један просиметрум, односно мешавину прозе и стиха; штавише Монтемајор се такође служио и текстовима из Дијалози о љубави Леона Ебреа. Тако је проширивао свој роман у следећим издањима, па на пример, у Ваљадолиду (1561) увео је извесне промене у текст које су се често јављале у каснијим издањима и преводима. Најзначајнија промена јесте уметање кратке маварске новеле Абенсерахе са намером да разоноди пастире на двору Фелисмене на крају четврте књиге. Претпоставља се да је овај текст могао бити Монтемајорово дело, иако је његов уметак такође могао бити дело једног оштроумног издавача.
Роман је утицао на настанак два различита наставка на шпанском која су објављена 1564: Други део Дијане Алонса Переса и Заљубљена Дијана Гаспара Хила Пола. Дешавало се у пар наврата да се ови наставци објаве заједно са изворним делом, на пример заједно са преводом на енглески 1598.